# راتیا
راتیا (به انگلیسی: Ratia) یک منطقهٔ مسکونی در هند است که در بخش فتح‌آباد واقع شده‌است. راتیا ۳۷٬۱۵۲ نفر جمعیت دارد و ۲۱۰ متر بالاتر از سطح دریا واقع شده‌است.